# Aloe fibrosa
Aloe fibrosa é uma espécie de liliopsida do gênero Aloe, pertencente à família Asphodelaceae.